# ماریئتا نیکویان
ماریئتا نیکویان (ارمنی: Մարիետա Նիկոյան؛ انگلیسی: Marieta Nikoyan؛ ۱۹۹۰) یک بدمینتون‌باز زن اهل ارمنستان است .  